# Schefflera pedicelligera
Schefflera pedicelligera är en araliaväxtart som beskrevs av Maguire, Steyerm. och David Gamman Frodin. Schefflera pedicelligera ingår i släktet Schefflera och familjen araliaväxter. Inga underarter finns listade.